# 3654 AAS
3654 AAS eller 1949 QH1 är en asteroid i huvudbältet, som upptäcktes 21 augusti 1949 av Indiana Asteroid Program vid Indiana University Bloomington med Goethe Link Observatory. Asteroiden har fått sitt namn efter American Astronomical Society (AAS).
Asteroiden har en diameter på ungefär 4 kilometer.